# Панов, Николай Николаевич (писатель)
Николай Николаевич Пано́в (1903—1973) — советский поэт и писатель-маринист, журналист. Член Союза писателей с 1934 года.

## Биография
Родился в 11 (24) августа 1903 года в Козельск Калужской губернии, в семье податного инспектора. В 1922 году окончил Московский институт журналистики, а в 1928 —  факультет права МГУ.
В годы Великой Отечественной войны — боец дивизии народного ополчения, затем стрелковой дивизии на Западном фронте. С 1942 — начальник литературного отдела редакции газеты «Краснофлотец», которая располагалась в главной базе Северного флота г. Полярном. Участвовал в боевых походах кораблей Северного флота. В 1943 — в звании интендант 3 ранга, в 1944 — капитан административной службы.

## Творчество
Литературный дебют Н. Панова состоялся в 1918 году под псевдонимом Дир Туманный. В 1920 году — представитель русского поэтического авангарда, был организатором литературной группы «презантистов», затем во второй половине 1920-х годов входил в «Группу ЛЦК» (Литературный центр конструктивистов), основанную И. Л. Сельвинским. В период с 1924 до 1931 года выпустил три книги стихов, одновременно сочиняя «революционные приключения» в традиции «красного Пинкертона». Изображал деятельность иностранных компартий, «крепнущих в борьбе с империалистической реакцией, рост революционного сознания в Америке и Китае» («Дети чёрного дракона», 1925), «подпольную работу большевиков» («Тайна старого дома», 1928), разоблачал «происки классового врага на советских предприятиях» («Чёрное золото»)». В 1925 году вышел его фантастический роман «Всадники ветра (Двойники)» (1925), а в дальнейшем опыты в научной фантастике продолжились в рассказе «Юбилей доктора Фрайса» (1930) и стихотворениях о «будущей Москве» («В будущей Москве», «Путешествие в Москву», 1934—1937).
С начала 1930-х годов преимущественно писал в духе официального соцреализма. 
Приобрёл широкую известность после Великой Отечественной войны как автор приключенческой прозы и произведений о военных моряках (при этом не оставлял и поэзию). Роман «Страстное желание» (1952) был посвящён «героическому труду рабочих-металлургов»; роман «Колокола громкого боя» (1959) — боевой учёбе моряков в мирное время.
Наибольшую популярность завоевали его повести из трилогии «Орлы капитана Людова» («Голубое и чёрное»; «Боцман с "Тумана"» и «В океане») про разведчиков Северного флота, неоднократно переизданные как в советское, так и постсоветское время. Ряд его книг также был переведён и издан в 1950—1960-е годы в европейских социалистических странах (Польша, Чехословакия, Румыния, Венгрия, Болгария и ГДР).

### Экранизация
В 1955 году по мотивам романа «В океане» писателя Н. Панова был снят художественный фильм «Тень у пирса».

## Семья
- Жена — Софья Исидоровна Блюм (1904—1973), журналист, литературный критик[2]
  - Сын — Евгений Николаевич Панов (1936—2024), советский и российский зоолог, один из ведущих специалистов в области этологии, доктор биологических наук, профессор, академик РАЕН.
- Брат — Василий Николаевич Панов (1906—1973), шахматист, международный мастер.

## Награды
- Орден Красной Звезды (20.02.1943)
- Орден «Знак почёта»